# 本拿比 (圣基茨和尼维斯)
本拿比（Burnaby）是加勒比海岛国圣基茨和尼维斯岛屿尼维斯岛东海岸中的一座村庄，行政上由圣詹姆斯温沃德区管辖，位于纽卡斯尔北部和布里克基伦南部之间，靠近朗豪尔湾。该地为美洲医科大学的所在地。